# Franciszek Przecławski
Franciszek Przecławski (ur. 1 września 1855 w Ściborówce (Щиборівка), zm. 5 lipca 1914 w Warszawie) – łomżyński architekt i inżynier przełomu XIX I XX wieku. 

## Życiorys
Urodził się w Ściborówce na Wołyniu w rodzinie Feliksa Walentego Przecławskiego i Marii z Piątkowskich.

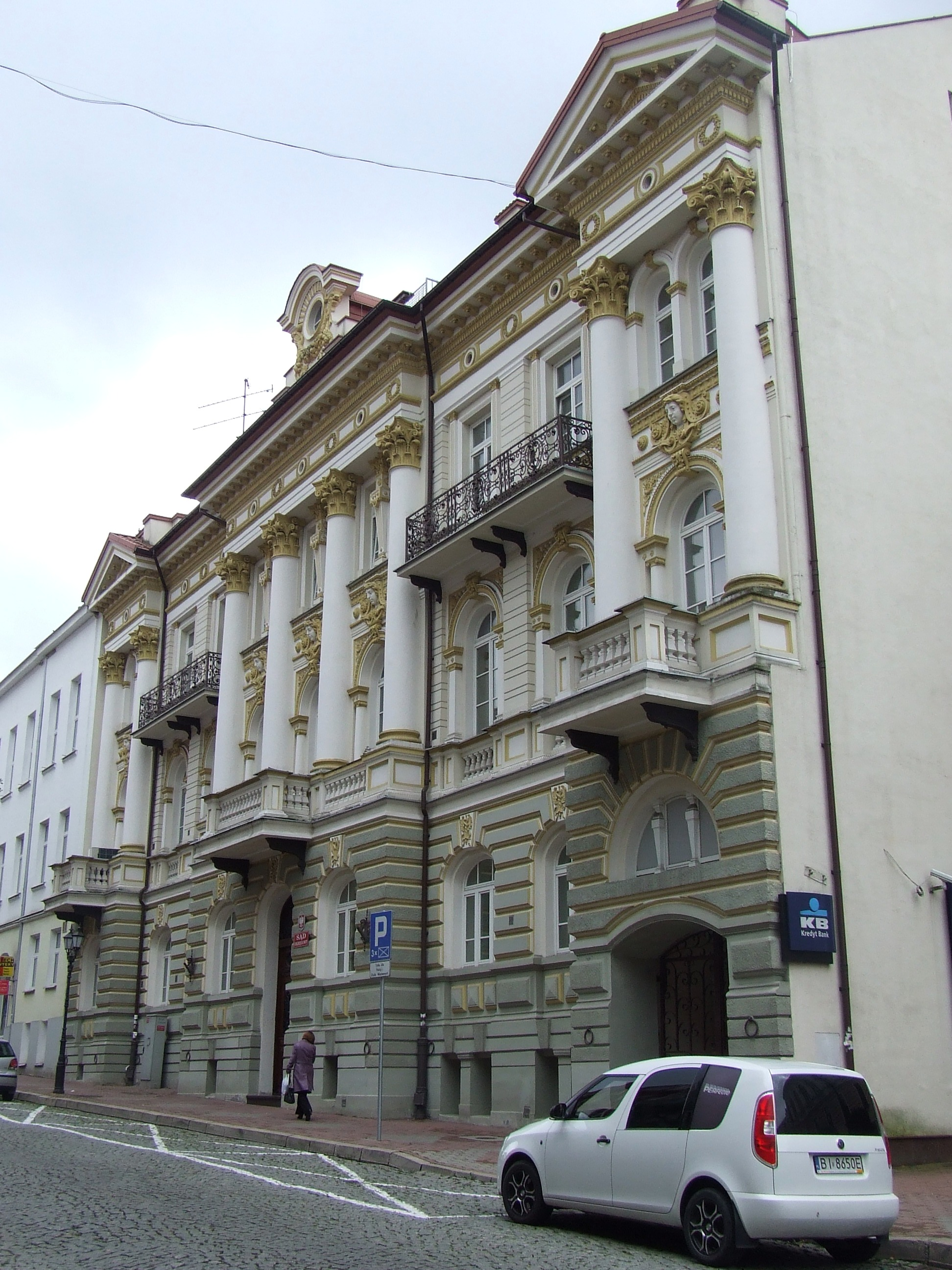
Budynek Kasy Pożyczkowej Przemysłowców Łomżyńskich (dziś sąd)

Był absolwentem Instytutu Inżynierów Cywilnych w Petersburgu. Od 1888 pracował jako inżynier powiatowy we Włodawie. W tym samym roku przeniesiono go do Białej. Od 1892 przeniósł się na stanowisko pomocnika inżyniera gubernialnego w Łomży. W 1893 awansował na inżyniera gubernialnego w Łomży. Na tym stanowisku pozostał do śmierci. Będąc inżynierem VII rangi, kierował Wydziałem Budowlanym Rządu Gubernialnego. Był członkiem Rady w Towarzystwie Dobroczynności, a także założycielem, prezesem i członkiem honorowym Towarzystwa Wioślarskiego w Łomży. Był miłośnikiem turystyki wioślarskiej, brał udział w zawodach sportowych. W 1899 wybrano go prezesem Komitetu Nadzorczego Koła Teatralnego w Łomży. W 1899 był członkiem-założycielem i członkiem komitetu nadzorczego, a potem prezesem Towarzystwa Kredytowego Miejskiego w Łomży.
Jego ostatnim projektem było opracowanie w 1914 mapy Dorożnaja karta Łomżinskoj Gubernii.
Odznaczono go orderami: św. Anny II i III klasy, św. Stanisława II i III klasy oraz srebrnym medalem pamiątkowym Aleksandra III.
Zmarł w Warszawie w szpitalu Św. Ducha, gdzie przebywał na kuracji. Pogrzeb odbył się w Łomży 8 lipca 1914.

## Projekty
- siedziba Kasy Pożyczkowej Przemysłowców Łomżyńskich (dzisiejsza siedziba sądu) przy ul. Dwornej 16 w Łomży
- przystań Towarzystwa Wioślarskiego w Łomży
- kościół św. Stanisława w Kobylinie-Borzymach zbudowany w latach 1898–1904, pseudobazylika z dwuwieżową fasadą
- Jabłonka Kościelna – kościół neoromański, zbudowany w latach 1898–1905, halowy z wieżą frontową
- neogotycki kościół Narodzenia Najświętszej Maryi Panny w Wyszonkach Kościelnych zbudowany w latach 1899–1904, halowy z dwuwieżową fasadą
- neogotycki kościół Niepokalanego Poczęcia Najświętszej Maryi Panny w Czarni zbudowany w latach 1903–1907, halowy z wieżą frontową
- neogotycki kościół Wniebowzięcia Najświętszej Marii Panny w Sokołach zbudowany w latach 1906–1912, hala transeptowa z dwuwieżową fasadą
- neogotycki kościół św. Stanisława Kostki w Zalasie zbudowany w latach 1908–1913, jednonawowy z wieloboczną wieżą frontową[7]
- bazylika kolegiacka Trójcy Przenajświętszej w Myszyńcu zbudowana w latach 1909–1922[8][9][10].

## Galeria

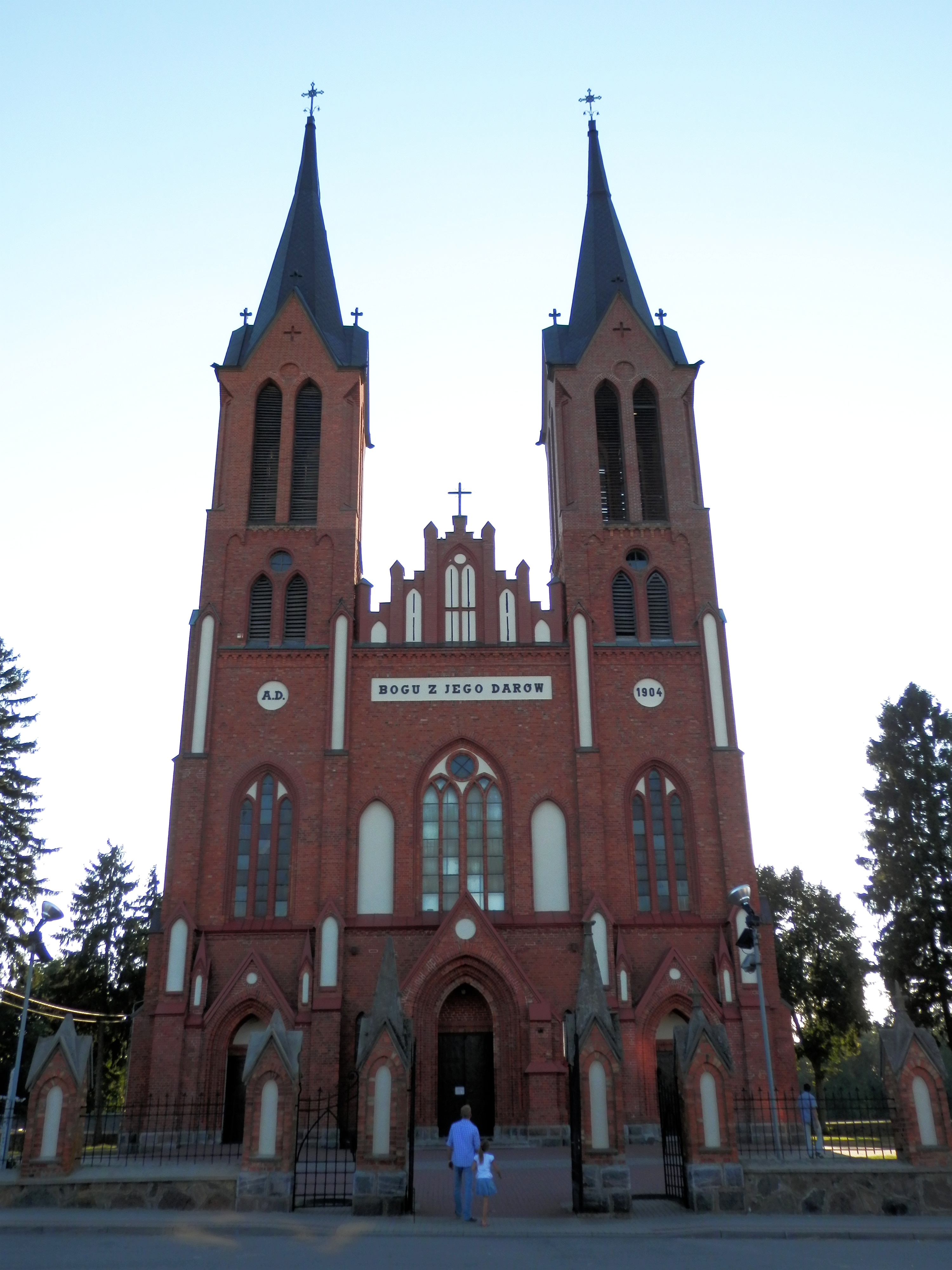
Kościół św. Stanisława w Kobylinie-Borzymach
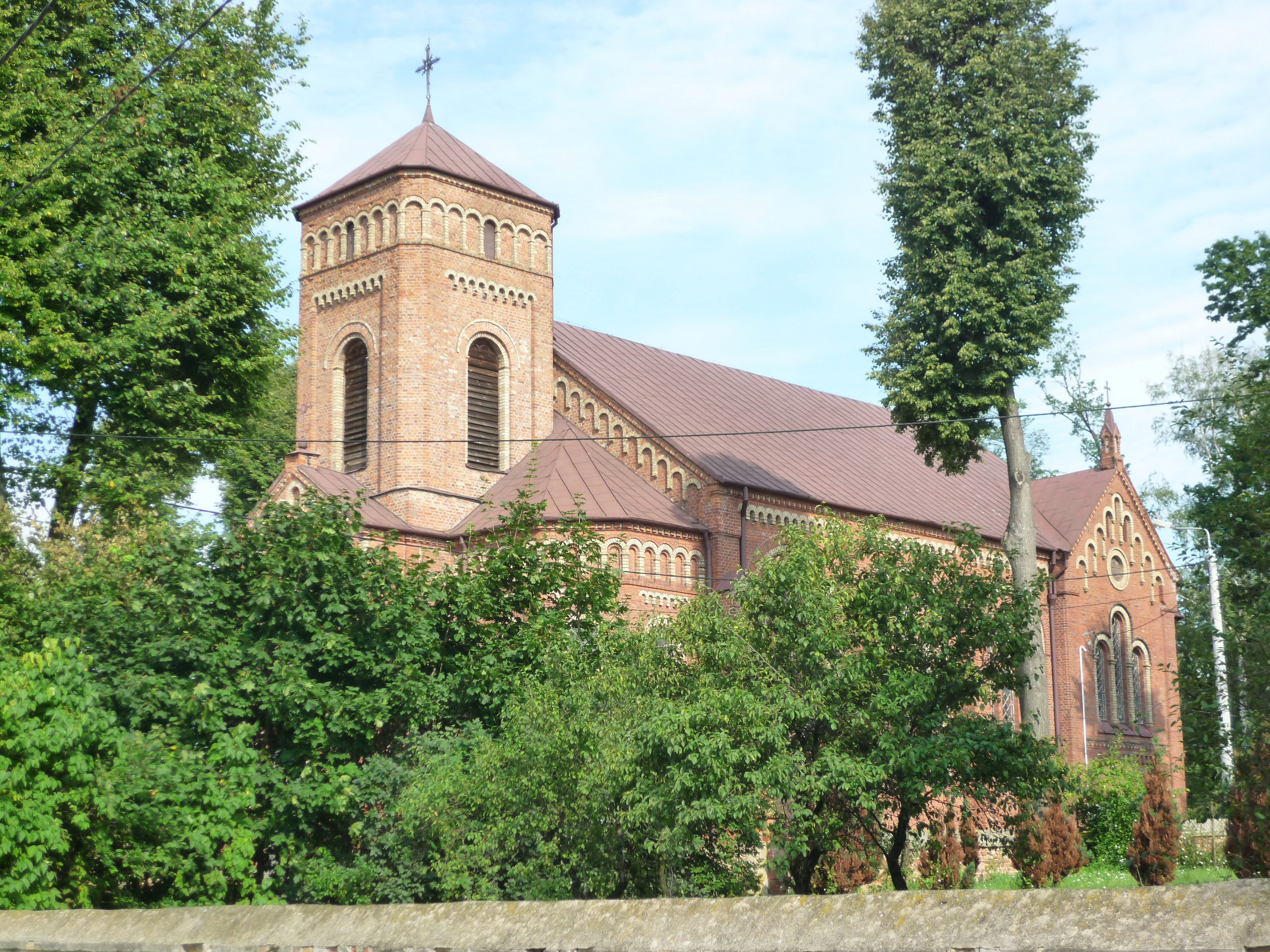
Kościół pw. św. Michała Archanioła w Jabłonce Kościelnej
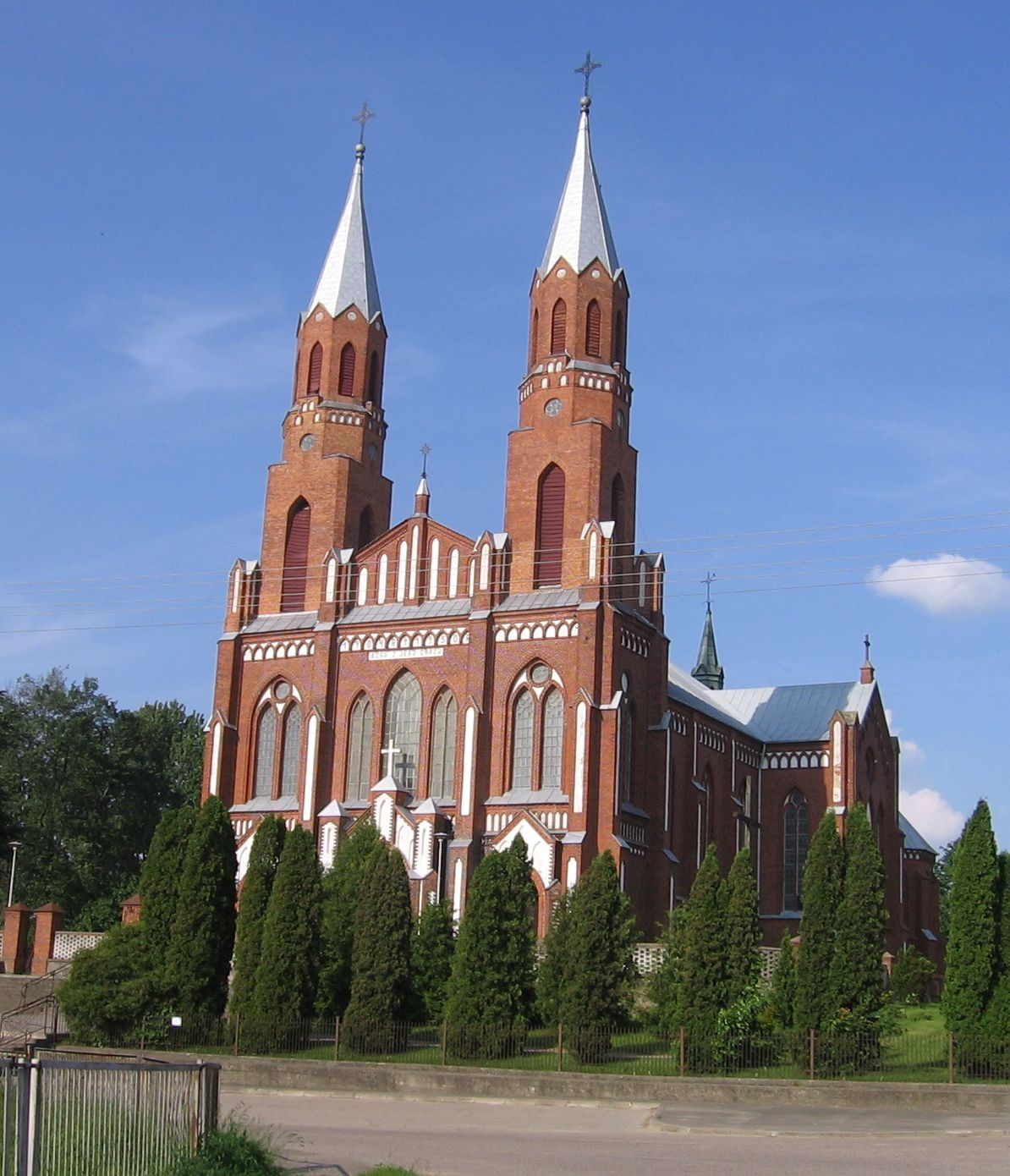
Kościół Narodzenia Najświętszej Maryi Panny w Wyszonkach Kościelnych
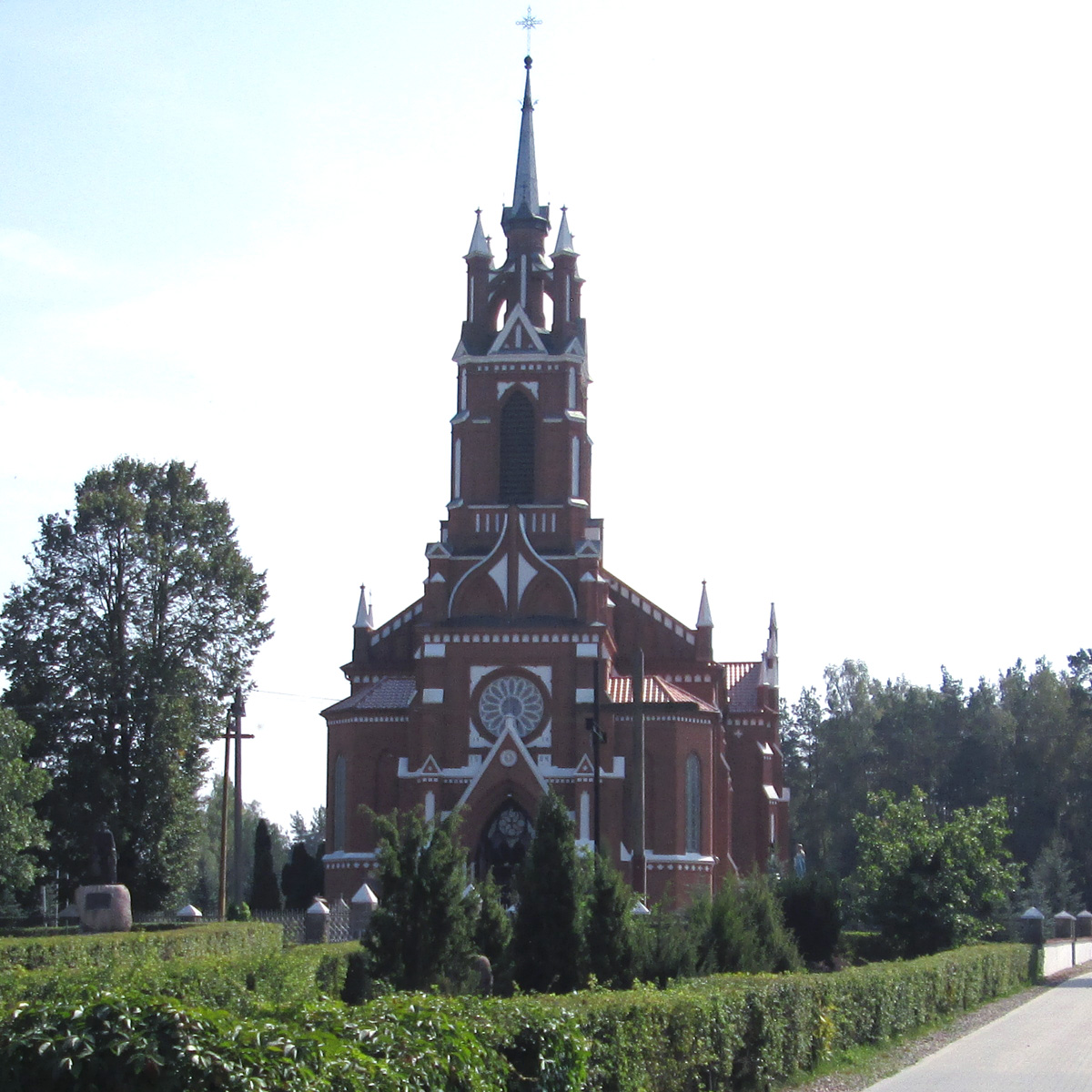
Kościół Niepokalanego Poczęcia Najświętszej Maryi Panny w Czarni
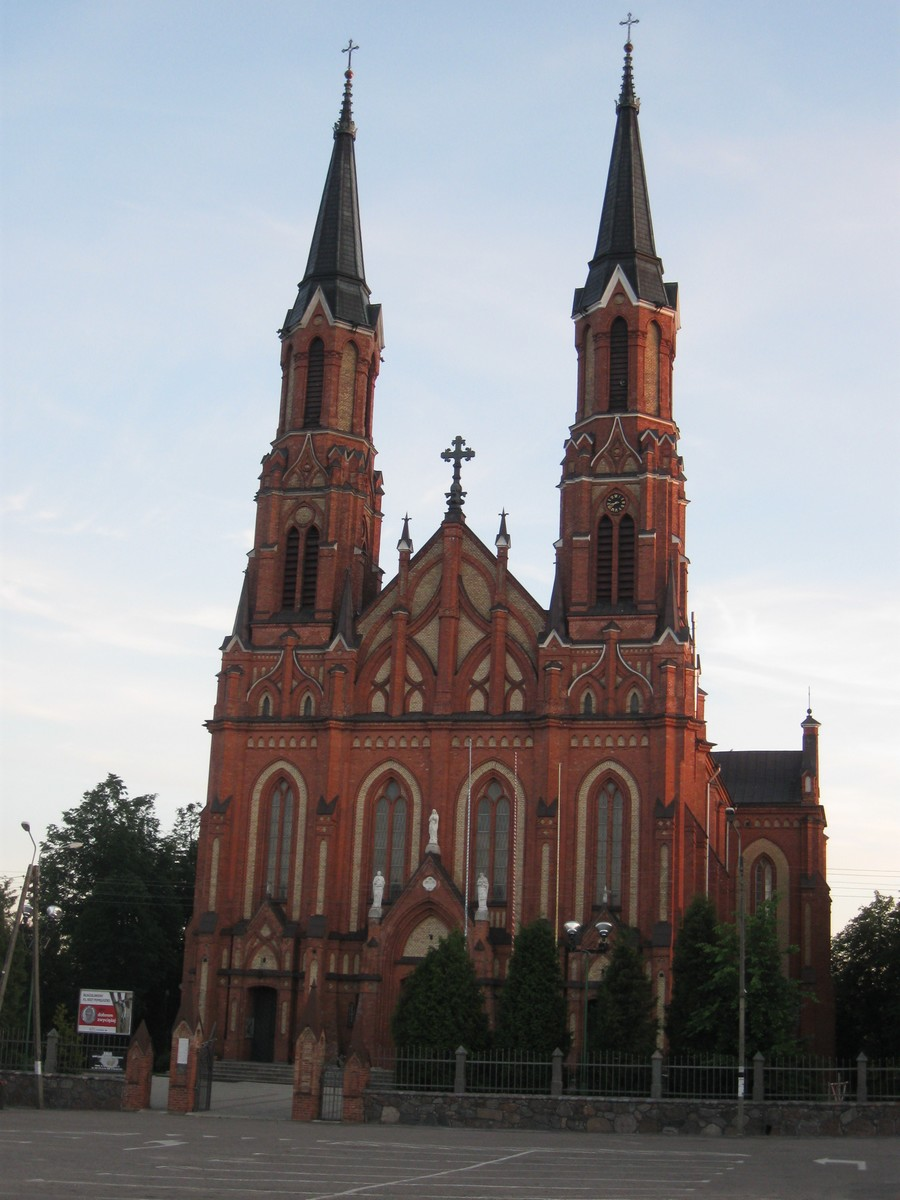
Bazylika Wniebowzięcia Najświętszej Maryi Panny w Sokołach
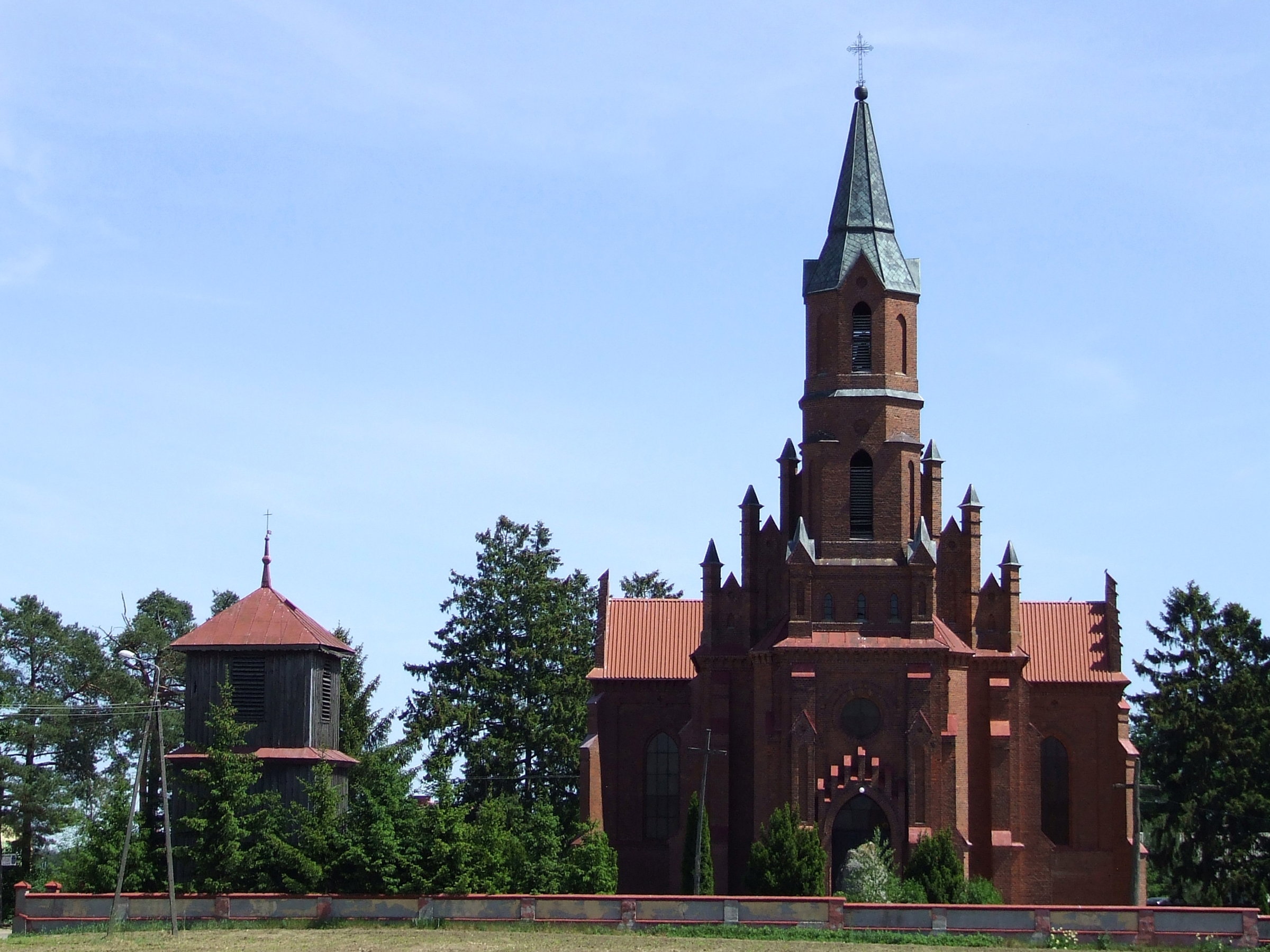
Kościół pw. św. Stanisława Kostki w Zalasie
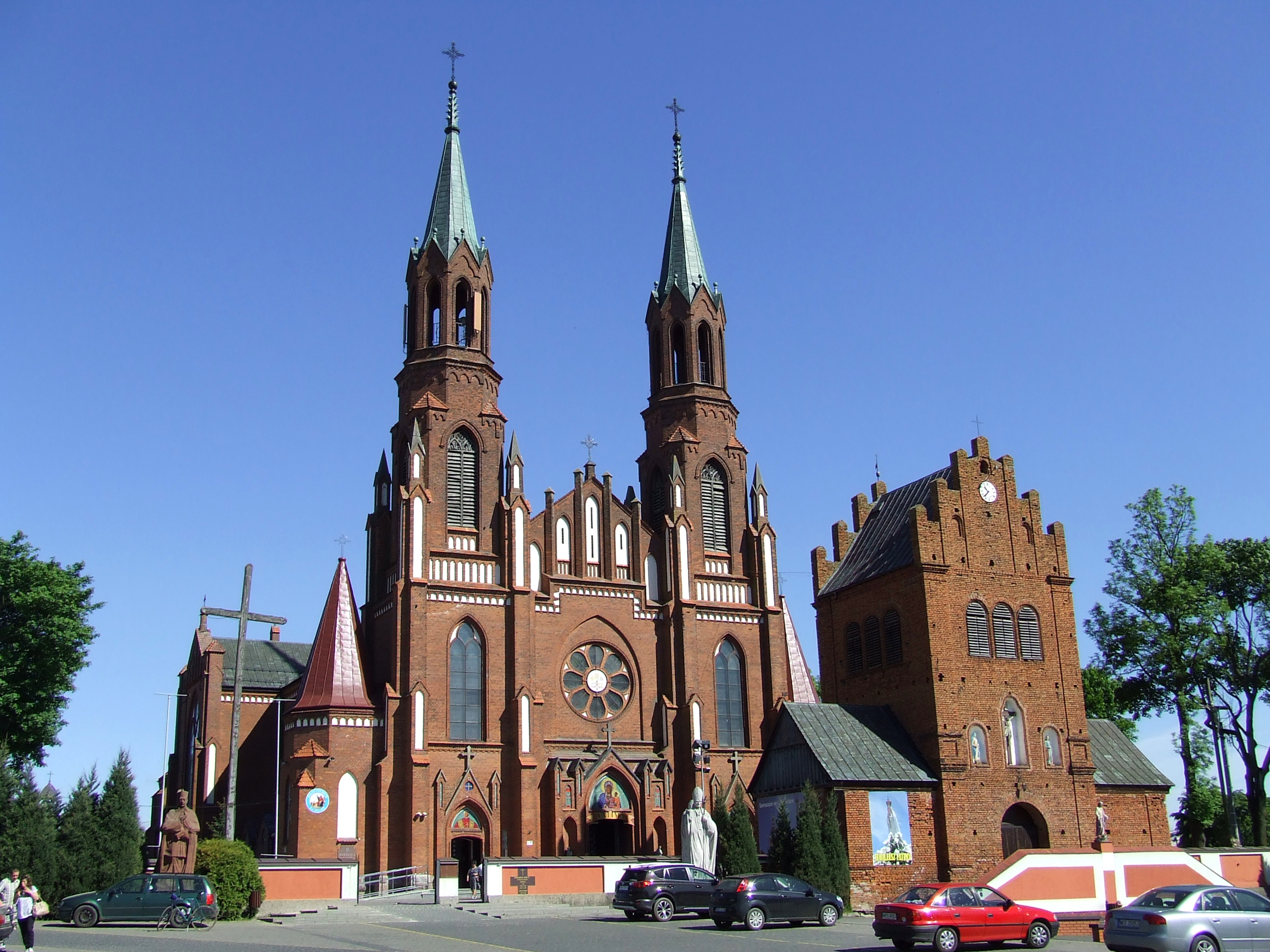
Bazylika kolegiacka Trójcy Przenajświętszej w Myszyńcu